# 75 Evridika
75 Evridika (mednarodno ime 75 Eurydike, starogrško starogrško Εὐρυδίκη: Euridíke) je asteroid tipa M v glavnem asteroidnem pasu. 

## Odkritje
Asteroid je odkril Christian Heinrich Friedrich Peters (1813 – 1890) 22. septembra 1862.. Asteroid je poimenovan po Evridiki (ženi Orfeja ) iz grške mitologije. 

## Lastnosti
Asteroid Evridika obkroži Sonce v 4,37 letih. Njegova tirnica ima izsrednost 0,305, nagnjena pa je za 5,002° proti ekliptiki. Njegov premer je 55,7 km, okrog svoje osi pa se zavrti v 5,357 urah .
Ima precej velik albedo, kar pomeni, da bi lahko vseboval večje količine zlitine železa in niklja.